# Hījān
Hījān (persiska: هيجان) är en ort i Iran.   Den ligger i provinsen Kurdistan, i den nordvästra delen av landet, 400 km väster om huvudstaden Teheran. Hījān ligger 1 810 meter över havet och antalet invånare är 172.
Terrängen runt Hījān är varierad. Hījān ligger nere i en dal. Runt Hījān är det ganska glesbefolkat, med 28 invånare per kvadratkilometer. Närmaste större samhälle är Gol Tappeh, 2,4 km sydost om Hījān. Trakten runt Hījān består i huvudsak av gräsmarker.